# 毛叶翅果麻
毛叶翅果麻（学名：Kydia glabrescens var. intermedia）为锦葵科翅果麻属下的一个变种。

## 扩展阅读
- 維基物種上的相關：毛叶翅果麻